# Heaton Park

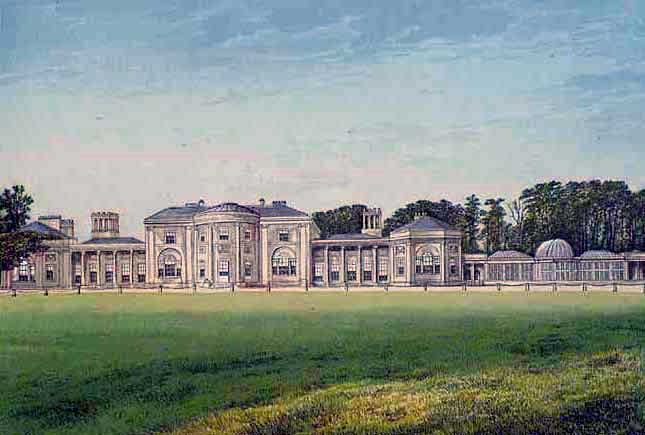
Quadro raffigurante Heaton Hall (1880)

Heaton Park è il più grande parco di Greater Manchester e d'Inghilterra, nonché uno dei parchi più grandi d'Europa, che copre un'area di oltre 600 acri (242,8 ha).
Vi si trova un'antica dimora neoclassica del XVIII secolo, Heaton Hall. Fu ricostruita da James Wyatt nel 1772 e oggi è aperta al pubblico. Ospita un museo e vari eventi.
Heaton Park fu ceduto al Manchester City Council nel 1902 dal Conte di Wilton.

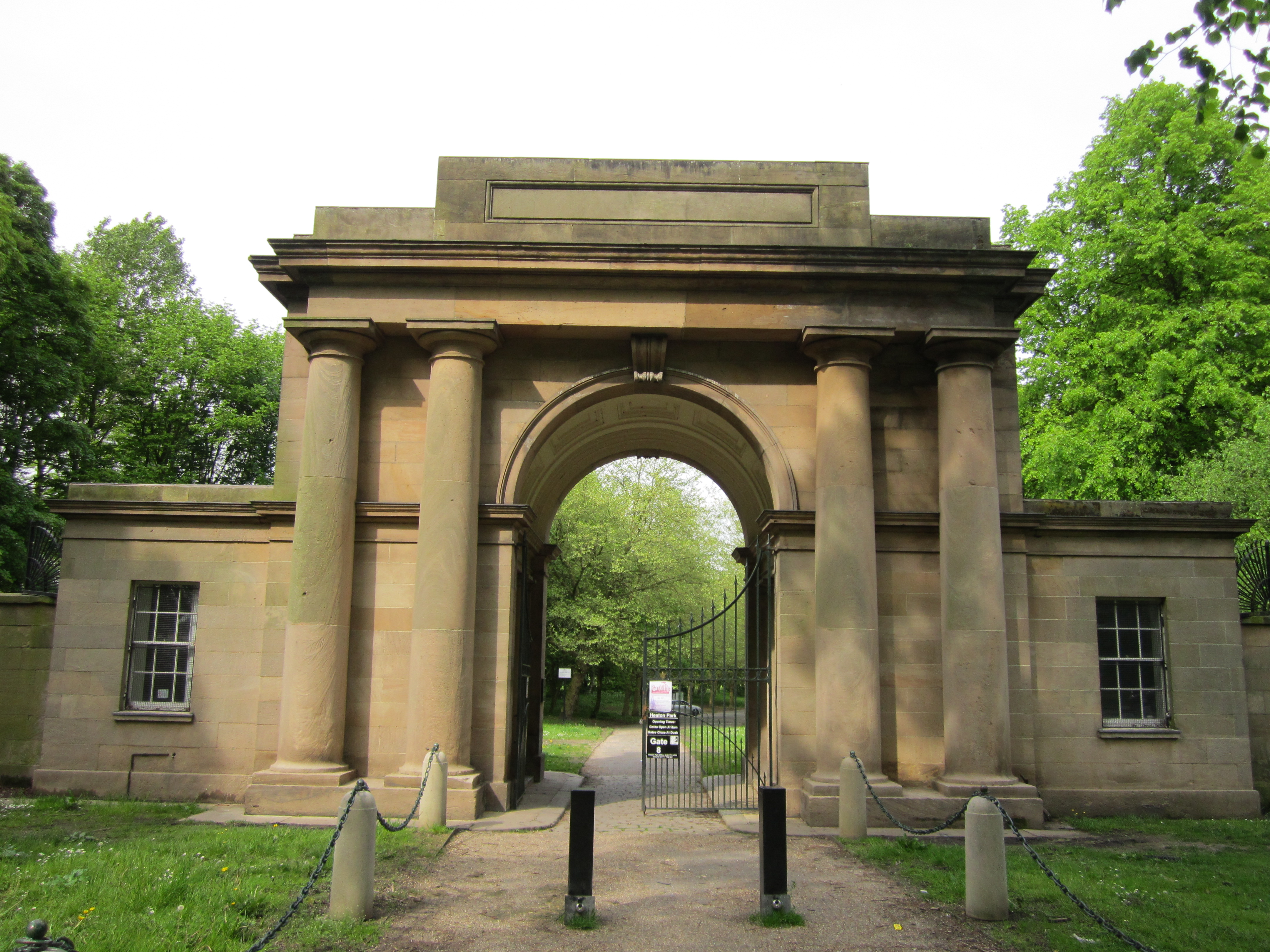
Entrata del parco

È regolarmente utilizzato come sede per concerti.